# Кериг
Кериг (нем. Kehrig) — община в Германии, в земле Рейнланд-Пфальц. 
Входит в состав района Майен-Кобленц. Подчиняется управлению Фордерайфель.  Население составляет 1180 человек (на 31 декабря 2010 года). Занимает площадь 10,41 км².